# Anaplectoides juncta
Anaplectoides juncta là một loài bướm đêm trong họ Noctuidae.